# Joël Veltman
Joël Ivo Veltman (* 15. Januar 1992 in Velsen-IJmuiden) ist ein niederländischer Fußballspieler, der als Abwehrspieler in der Innenverteidigung eingesetzt wird. Er steht bei Brighton & Hove Albion unter Vertrag und ist niederländischer Nationalspieler.

## Karriere

### Ajax Amsterdam
Veltman spielt seit seiner Jugend für Ajax Amsterdam. Seit der Saison 2012/13 kommt er für die Profimannschaft in der Eredivisie zum Einsatz, anfangs zusätzlich noch in der zweiten Mannschaft Jong Ajax. 2013 wurde er mit Ajax niederländischer Meister. In der Saison 2013/14 setzte er sich in der Profimannschaft durch, wurde erneut Meister, und absolvierte seine ersten Partien in einem Europapokalwettbewerb. In den folgenden Jahren musste Ajax Amsterdam im Kampf um den Meistertitel anderen Clubs den Vortritt lassen. Veltmann lief am 21. November 2015 beim 5:1-Sieg gegen den SC Cambuur zum 100. Mal in einem Pflichtspiel für die Amsterdamer auf. In der Saison 2016/17 erreichte er mit Ajax Amsterdam das Finale in der UEFA Europa League, in der sie gegen Manchester United verloren. 
Im April 2018 zog er sich eine Knieverletzung zu und fiel bis Ende des Kalenderjahres 2018 aus. Inzwischen hatte er seinen Stammplatz an Noussair Mazraoui verloren, kam er während dessen Abwesenheit gegen Ende der Saison 2018/19 aber wieder zu mehr Spielzeit. Mit Ajax erreichte er in dieser Spielzeit in der UEFA Champions League das Halbfinale und gewann das Double aus Meisterschaft und dem KNVB-Beker.

### Brighton & Hove Albion
Zu Beginn der Saison 2021/21 wechselte Veltman zum englischen Erstligisten Brighton & Hove Albion.

### Nationalmannschaft
Am 19. November 2013 debütierte Joël Veltman beim torlosen Unentschieden im Freundschaftsspiel in Amsterdam gegen Kolumbien in der niederländischen A-Nationalmannschaft.

## Kontroverse
Im Februar 2017 wurde Veltman international wegen eines als unfair erachteten Verhaltens kritisiert. Nach dem Sturz eines Teamkollegen deutete er seinem Gegenspieler an, das Spiel zu unterbrechen; als der Gegenspieler nach dem verletzten Spieler schaute, spielte er jedoch weiter und stürmte in Richtung des gegnerischen Strafraums. Sein letztes Spiel bestritt er am 13. Juni 2021 gegen die Ukraine.

## Erfolge
Ajax Amsterdam
- Niederländischer Meister: 2013, 2014, 2019
- Niederländischer Pokalsieger: 2019
- Niederländischer Superpokalsieger: 2014, 2019
- Niederländischer A-Jugend-Meister: 2011